# Kuoratjjaure (naturreservat)
Kuoratjjaure är ett naturreservat i Bodens kommun i Norrbottens län.
Området är naturskyddat sedan 2011 och är 1,6 kvadratkilometer stort. Reservatet omfattar Björnberget och dess sydostsluttning med en tjärn, Kuoratjjaure, i nordost. Reservatet består främst av granskog med tallskog på toppen. 